# 茨韦塔娜·德克莱瓦
茨韦塔娜·德克莱瓦（1963年4月24日—），斯洛文尼亚女子篮球运动员。她曾代表南斯拉夫国家队参加1984年夏季奥林匹克运动会篮球比赛，获得第6名。